# Iglesia de Nuestra Señora de Gracia (Nercón)
La Iglesia Nuestra Señora de Gracia de Nercón, o simplemente Iglesia de Nercón, es un templo católico situado en la localidad de Nercón, en la comuna chilota de Castro en la Región de Los Lagos, Zona Sur de Chile.
Forma parte del grupo de 16 iglesias de madera de Chiloé calificadas como Monumento Nacional de Chile y reconocidas como Patrimonio de la Humanidad por la Unesco.

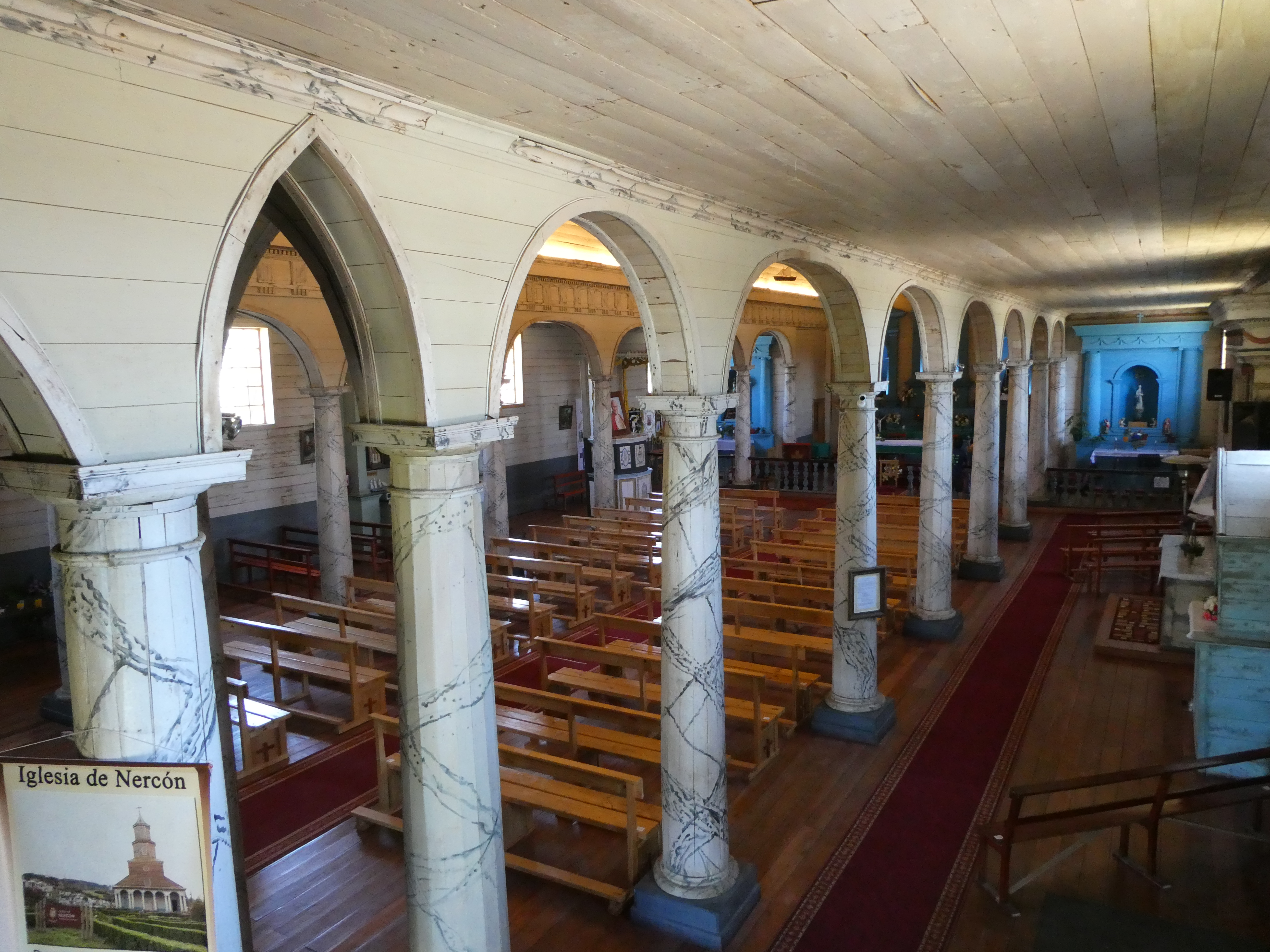
Interior de la iglesia de Nercón.

Su construcción en su forma inicial se culminó en 1890, está construida de madera y su santa patrona es la Virgen de Gracia, cuya fiesta se celebra el 8 de septiembre, y su santo patrón el Arcángel Miguel, celebrado el 29 de septiembre.
Otras festividades de la Iglesia son Virgen del Carmen (16 de julio), Jesús Nazareno (último domingo de agosto), San Francisco de Asís (segundo domingo de octubre), Inmaculada Concepción (8 de diciembre), Niño Jesús (24 de diciembre). Actualmente es la sede de la Parroquia San Juan Pablo II.[cita requerida]